# Wolfgang zu Ysenburg und Büdingen
Wolfgang Fürst zu Ysenburg und Büdingen in Büdingen (* 30. März 1877 in Büdingen; † 29. Juli 1920 in Gößweinstein) war letzter Fürst (Standesherr) zu Ysenburg-Büdingen-Büdingen (1906–1918).

## Leben
Er war der Sohn von Bruno Fürst zu Ysenburg und Büdingen in Büdingen (1837–1906) und Bertha Gräfin zu Castell-Rüdenhausen (* 4. Juli 1845 in Rüdenhausen; † 5. Juli 1927 auf Schloss Büdingen), Tochter des Adolf Graf zu Castell-Rüdenhausen (1805–1849) und Friederike Maria von Thüngen (1818–1888).
Als Standesherr war er von 1906 bis zur Novemberrevolution 1918 Geborenes Mitglied der 1. Kammer der Landstände des Großherzogtums Hessen. Seit 1897 war er Mitglied des Corps Saxonia Göttingen.

## Ehe
Wolfgang heiratete am 26. September 1901 in Sommerhausen Gräfin Adelheid von Rechteren-Limpurg-Speckfeld (* 31. März 1881 in Markt Einersheim; † 27. Dezember 1970 in Würzburg), Tochter des Friedrich Reinhard, Graf von Rechteren-Limpurg-Speckfeld (1841–1893) und Christine, Gräfin zu Stolberg-Wernigerode (1853–1933). Das Paar hatte keine Kinder.